# Szudáni labdarúgó-bajnokság (első osztály)
A Sudan Premier League a szudáni labdarúgó-bajnokságok legfelsőbb osztályának elnevezése. 1962-ben alapították és 14 csapat részvételével zajlik. A bajnok a bajnokok Ligájában indulhat.

## A 2012-es bajnokság résztvevői
- Al-Ahli (Kartúm)
- Al-Ahli (Wad Medani)
- Al-Ahli (Shendi)
- Al-Hilal (Kadougli)
- Al-Hilal (Omdurman)
- Al-Hilal (Port Sudan)
- Al-Khartoum
- Al-Merreikh (Omdurman)
- Al-Mourada (Omdurman)
- Al-Nil Al-Hasahesa
- Al-Nsoor
- Al-Rabta (Kosti)
- Amal Atbara
- Jazeerat Al-Feel

## Az eddigi bajnokok
| - 1962 : Al-Hilal Club (Omdurman) - 1963 : nem volt bajnokság - 1964 : Al-Hilal Club (Omdurman) - 1965 : Al-Hilal Club (Omdurman) - 1966 : Al-Hilal Club (Omdurman) - 1967 : Al-Hilal Club (Omdurman) - 1968 : Al-Mourada SC - 1969 : Burri SC (Khartoum) - 1970 : Al-Merreikh SC - 1971 : Al-Merreikh SC - 1972 : Al-Merreikh SC - 1973 : Al-Merreikh SC - 1974 (1. fele) : Al-Hilal Club (Omdurman) - 1974 (2. fele) : Al-Merreikh SC - 1975 : Al-Merreikh SC - 1976 : nem volt bajnokság - 1977 : Al-Merreikh SC | - 1978 : Al-Merreikh SC - 1979 : nem volt bajnokság - 1980 : nem volt bajnokság - 1981 : Al-Hilal Club (Omdurman) - 1982 : Al-Merreikh SC - 1983 : Al-Hilal Club (Omdurman) - 1984 : Al-Hilal Club (Omdurman) - 1985 : Al-Merreikh SC - 1986 : Al-Hilal Club (Omdurman) - 1987 : Al-Hilal Club (Omdurman) - 1988 : Al-Hilal Club (Omdurman) - 1989 : Al-Hilal Club (Omdurman) - 1990 : Al-Merreikh SC - 1991 : Al-Hilal Club (Omdurman) - 1992 : Al-Hilal SC (Port Sudan) - 1993 : Al-Merreikh SC - 1994 : Al-Hilal Club (Omdurman) | - 1995 : Al-Hilal Club (Omdurman) - 1996 : Al-Hilal Club (Omdurman) - 1997 : Al-Merreikh SC - 1998 : Al-Hilal Club (Omdurman) - 1999 : Al-Hilal Club (Omdurman) - 2000 : Al-Merreikh SC - 2001 : Al-Merreikh SC - 2002 : Al-Merreikh SC - 2003 : Al-Hilal Club (Omdurman) - 2004 : Al-Hilal Club (Omdurman) - 2005 : Al-Hilal Club (Omdurman) - 2006 : Al-Hilal Club (Omdurman) - 2007 : Al-Hilal Club (Omdurman) - 2008 : Al-Merreikh SC - 2009 : Al-Hilal Club (Omdurman) - 2010 : Al-Hilal Club (Omdurman) - 2011 : Al-Merreikh SC |

## Bajnoki címek eloszlása
| Klub           | Város      | Bajnoki címek | Utolsó |
| -------------- | ---------- | ------------- | ------ |
| Al-Hilal Club  | Omdurman   | 26            | 2010   |
| Al-Merreikh SC | Omdurman   | 18            | 2011   |
| Burri SC       | Khartoum   | 1             | 1969   |
| Al-Hilal SC    | Port Sudan | 1             | 1992   |
| Al-Mourada SC  | Omdurman   | 1             | 1968   |